# آيسلب
آيسلب (بالإنجليزية: Islip)‏ هي قرية غير مضمنة في ولاية نيويورك الأمريكية.
يبلغ عدد سكانها حسب تعداد سنة 2000: 20,575 نسمة. ويبلغ عددهم حسب تقدير 2007 حوالي:21,500 نسمة.

## أعلام
- سكوت لانغر
- توبياس هاريس
- جوناثان تومسون
- جورج سكوت غراهام
- كلينت بلوم
- دالاس برات
- سو ويبر